# Abzugeisen
Das Abzugeisen ist eine zu den Totfangfallen gehörige Art von Schlagfalle, die zur Fallenjagd auf Raubwild verwendet wird.
Neben den zur Jagd verwendeten Eiabzugeisen und dem Schwanenhals werden zur Schädlingsbekämpfung verschiedene Fallen in verschiedenen Größen verwendet, z. B. Mausefalle, Rattenfalle.

## Mechanik
Die Bügel werden gegen den Druck der Abzugstange nach außen und unten bis zum Einrasten der Auslöseeinrichtung gedrückt. Je nach Stärke und Größe der Falle, insbesondere dem Schwanenhals, wird dazu ein Spannhebel benutzt. Die Bügel der geöffneten, gespannten Falle liegen links und rechts der Abzugseinrichtung, auf der ein Köder befestigt ist. Die gespannte und entsicherte Falle wird durch Anheben bzw. Zug am Köder ausgelöst. Der Köder kann ein rohes Ei sein, aber auch ein Stück Dörrpflaume.
Totschlagfallen, die wie das Tellereisen auf Druck auslösen, widersprechen der Weidgerechtigkeit und dem Tierschutz. Die Verwendung von Tellereisen ist in der EU seit 1995 verboten.

## Einsatz
Abzugeisen werden zum Fang auf Marder und Füchse verwendet. Da die Aufnahme des Köders durch das Tier mit dem Fang (dem Maul) geschieht, befinden sich in diesem Fall Kopf und Vorderkörper im Bereich der Schlagbügel. Das Zusammenschlagen der federbelasteten Bügel soll sofort töten. In Deutschland sind nicht sofort tötende Schlageisen generell verboten.

## Problem
Diese Funktionsweise ist mit Hinblick auf die zunehmende Verbreitung des Waschbären in Deutschland, der seine Nahrung in der Regel mit der Vorderpfote aufnimmt, problematisch, da die Wirkung somit der eines Tellereisens entspricht und nicht tödlich ist. In einer Pressemitteilung des von Zoologe und Jäger Frank-Uwe Michler geleiteten Projekt Waschbär zur Untersuchung des Waschbärvorkommens im Müritz-Nationalpark wird der Einsatz von Abzugseisen in Gebieten mit Waschbärvorkommen daher als vorsätzliche Tierquälerei bezeichnet.

## Sicherheitsregelungen
Weil Verletzungen an Gliedmaßen von Kindern und sonstigen unbeteiligten Personen hervorgerufen werden können, dürfen Abzugseisen nur so aufgestellt werden, dass derartige Verletzungen verhindert werden. Sie sind außerdem stets so zu stellen, dass zielgerichtet nur bestimmte Tiere gefangen werden („selektiver Fang“). Es gelten die folgenden Bestimmungen:
- Die Falle darf nicht durch Zufall gefunden werden können und darf nicht an Orten aufgestellt werden, die üblicherweise und regelmäßig von nicht beteiligten, nicht sachkundigen Personen und Kindern aufgesucht werden.
- Die Falle muss gegen Sicht geschützt werden (Gebot der Tarnung).
- Mit Händen oder Füßen darf es nicht möglich sein, die Falle auszulösen, d. h. zuschlagen zu lassen. Die Falle ist in ein verschlossenes Behältnis („Fallenbunker“) einzubauen, welches diese Forderung gewährleistet.
- Wird der Bunker gewaltsam geöffnet, muss die Falle auslösen, ohne Verletzungen nach sich zu ziehen.
- Am Bunker ist ein Warnschild anzubringen, welches unmissverständlich auf die Gefahr hinweist und möglichst noch mit einem entsprechenden Piktogramm versehen ist.

Die obigen Forderungen erfahren zulässige Abweichungen, wenn die Falle in einem geschlossenen Raum (Fang des Steinmarders auf Dachböden) oder einem „Fanggarten“ aufgestellt wird.
Der Gebrauch eines Abzugeisens zur Jagd ist nur Personen gestattet, die einen Sachkundenachweis, entsprechend der Fangjagdverordnung des betreffenden Bundeslandes vorweisen können, deren Fallen unverwechselbar gekennzeichnet und die in einem Fallenregister aufgelistet sind. Die Fallen müssen oft weitere Bedingungen erfüllen, um verwendet werden zu dürfen; so etwa bestimmte geprüfte Klemmkräfte zur Absicherung sofortigen, also nicht quälenden Tötens.
In Deutschland verbieten manche Bundesländer die Verwendung von Totschlagfallen grundsätzlich.